# Gekaravalli, Alur
Gekaravalli là một làng thuộc tehsil Alur, huyện Hassan, bang Karnataka, Ấn Độ.